# Traz Outro Amigo também
Traz Outro Amigo também é um álbum de canções do músico José Afonso. Foi gravado em Londres, nos estúdios da PYE, e editado em 1970.
Dentro da carreira do seu autor, vem abrir as portas a uma nova fase. Os poemas são mais complexos e o suporte musical torna-se menos expurgado. Carlos Correia (conhecido por Bóris) empresta-lhe um acompanhamento mais rico e abre perspectivas sonoras que José Mário Branco vai explorar de forma inigualável.

## Alinhamento
- Traz Outro Amigo Também
- Maria Faia
- Canto Moço
- Epigrafe Para a Arte de Furtar
- Moda do Entrudo
- Os Eunucos
- Avenida de Angola
- Canção do Desterro
- Verdes São Os Campos
- Carta a Miguel Djéjé
- Cantiga do monte